# Мєзговський потік
Мєзговський потік (словац. Miezgovský potok) — річка в Словаччині, права притока Гидіни, протікає в окрузі Нові Замки.
Довжина приблизно 5.5-5.9 км. Витік знаходиться в масиві Нітранські пагорби (геоморфологічна підодиниця Бановські пагорби); на висоті близько 290 метрів.
Протікає територією сіл М'єзговці і Брезолупи. Впадає у Гидіну на висоті приблизно 208-210 метрів.